# Кадьяк-Стейшен
Кадьяк-Стейшен (англ. Kodiak Station) — статистически обособленная местность (CDP) в Кадьяк Айленд, на Аляске. По данным переписи 2010 года, население статистически обособленной местности составляет 1301 человек.

## География
По данным Бюро переписи населения США, общая площадь населённого пункта — 80,1 км², из которых 60 км² — земля, а 20,1 км² (25,06%) — водная поверхность.

## Демография
По данным переписи населения 2000 года, население населённого пункта составляло 1840 человек, в том числе 492 семьи. из которых 481 семья проживает в статистически обособленной местности. Плотность населения — 30,3  чел./км². Было зарегистрировано 536 жилых домов.
Всего было зарегистрировано 492 семьи, из которых 76,2% имели детей в возрасте до 18 лет, проживающих с ними, 93,9% — супружеские пары, проживающие вместе, в 1,8% семей женщины проживали без мужей, а 2,2% семей не имели.
41,5% населения CDP — несовершеннолетние, 11,2% в возрасте от 18 до 24 лет, 45,1% — от 25 до 44 лет, ещё 2,2% — в возрасте от 45 до 64 лет. Средний возраст составил 24 года. На каждые 100 женщин приходилось 107,7 мужчин.
Средний доход на одно домашнее хозяйство в статистически обособленной местности составил $46189, средний доход на одну семью — $45762. Мужчины имели средний доход от $27383, женщин — $23047. Средний доход на душу населения в статистически обособленной местности составил $14234.